# José Carrasco Távara
José Carlos Carrasco Távara (Sullana, 14 de abril de 1944 - Lima, 16 de enero del 2015) fue un abogado y político peruano. Miembro del Partido Aprista Peruano, fue congresista de la República por Piura en 2 ocasiones y ministro de Energía y Minas en el primer gobierno de Alan García. También ejerció como diputado desde 1980 hasta su disolución en 1992.

## Biografía
Nació en la provincia de Sullana, el 14 de abril de 1944.
Realizó sus estudios escolares en el Colegio Santa Rosa de los Hermanos Maristas, de su ciudad natal y sus estudios universitarios en la Facultad de Derecho de la Universidad Nacional Federico Villarreal de 1965 a 1971, obteniendo el Grado de Bachiller en Ciencias Políticas y graduándose posteriormente de abogado.

## Vida política
Fue miembro del Partido Aprista Peruano.

### Diputado (1980-1990)
Se inició en la actividad política en las elecciones generales de 1980, donde fue elegido diputado de la República en representación de Piura  para el periodo 1980-1985. Luego en 1985, fue reelegido para un segundo periodo parlamentario y ejerció como primer vicepresidente bajo la presidencia de Fernando León de Vivero.

### Ministro de Energía y Minas (1988-1989)
El 5 de septiembre de 1988, Carrasco fue nombrado como ministro de Energía y Minas por el expresidente Alan García en su primer gobierno. Esto se debió a la renuncia de Abel Salinas.
Ejerció el cargo hasta el 15 de mayo de 1989, donde luego fuese reemplazado por Mario Samamé Boggio.

### Diputado (1990-1992)
En las elecciones de 1990, postuló nuevamente a la reelección por el Partido Aprista Peruano y logró ser reelegido para el periodo parlamentario 1990-1995 con 9,245 votos.
El 2 de abril de 1992, mientras ejercía sus labores en la Cámara de Diputados, su cargo fue disuelto por el autogolpe de estado decretado por el expresidente Alberto Fujimori.

### Congresista (2001-2011)
Para las elecciones generales del 2001, regresó como candidato al Congreso de la República en la lista por Piura del Partido Aprista y logró ser elegido con 20,863 para el periodo parlamentario 2001-2006.
Aquí se ha desempeñado como Presidente de la Comisión de Energía y Minas (2001-2002); presidente de la Célula Parlamentaria Aprista (2002-2003) y vicepresidente de la Comisión de Presupuesto y Cuenta General (2003-2004). También fue presidente de la Comisión Investigadora Multipartidaria encargada de investigar las Denuncias de Contenido Penal contra el entonces congresista de Perú Posible Jorge Mufarech.
Culminando su gestión, postuló a la reelección en las elecciones del 2006 y fue reelegido para el periodo 2006-2011. En estas mismas elecciones, Alan García resultó ganador en segunda vuelta y se convirtió en presidente de la República para un segundo mandato presidencial.
En este periodo, fue elegido como presidente de la Comisión de Energía y Minas encargado de investigar y analizar los contratos de comercialización y exportación del Gas de Camisea. También fue Vicepresidente de la Comisión de Relaciones Exteriores.
Su última participación en la política fue en las elecciones regionales del 2014 cuando postuló como al Gobierno Regional de Piura por el ''Movimiento Regional Obras + Obras'', sin embargo, no logró ser elegido tras quedar en el octavo lugar con sólo el 2.347% de los votos.

## Fallecimiento
El 16 de enero del 2015, José Carrasco falleció a los 70 años de edad tras luchar contra un cáncer del pulmón.